# Wild Earth
Wild Earth est un jeu vidéo de safari et un simulateur de mouvement de Super X Studios. Le joueur photographie 30 types d'animaux en tant que photojournaliste dans le parc national du Serengeti. Ubisoft a édité le jeu sous le nom de Wild Earth: Photo Safari pour Microsoft Windows et Xbox en novembre 2006. Majesco Entertainment a ensuite édité une version Wii, Wild Earth: African Safari, en 2008.
Il a remporté plusieurs prix, dont le Grand prix Seumas-McNally de l'Independent Games Festival en 2003.

## Système de jeu
Wild Earth est un jeu vidéo de safari dans lequel les joueurs explorent et photographient des environnements de safari africains. Le joueur agit en tant que photojournaliste dans le parc national du Serengeti et doit photographier 30 types d'animaux différents, des hyènes aux rhinocéros. Le jeu a également été installé en tant que manège de simulation de mouvement dans des zoos tels que le zoo de Philadelphie, le zoo de Miami et le zoo de San Diego. 

## Développement
Super X, un développeur indépendant basé à Seattle, a créé Wild Earth pour une sortie sur Xbox et Microsoft Windows. L'équipe a remporté l'innovation en conception de jeux, l'innovation en art visuel et le grand prix au Festival des jeux indépendants en 2003. Ils avaient déjà travaillé sur Far Gate, qui a remporté le prix du public au même festival en 2000. En décembre 2005, Wild Earth avait terminé le jeu mais Super X a mis fin à son accord avec l'éditeur britannique Digital Jesters lors de sa restructuration. Un an plus tard, Super X a annoncé qu'Ubisoft publierait le jeu. Ils ont sorti le jeu une semaine plus tard, le 16 novembre 2006. Un accord ultérieur avec Discovery Channel et Animal Planet a amené le jeu en Europe. En 2008, Majesco a annoncé une version connexe et exclusive à la Wii, Wild Earth: African Safari. 

## Accueil
Le jeu a reçu des critiques "mitigées" selon l'agrégateur de critiques de jeux vidéo Metacritic,.